# Muhriz ibn Ziyad
 (juillet 2024).
La mise en forme du texte ne suit pas les recommandations de Wikipédia : il faut le « wikifier ».
Les points d'amélioration suivants sont les cas les plus fréquents :
- Les titres sont pré-formatés par le logiciel. Ils ne sont ni en capitales, ni en gras.
- Le texte ne doit pas être écrit en capitales (les noms de famille non plus), ni en gras, ni en italique, ni en « petit »…
- Le gras n'est utilisé que pour surligner le titre de l'article dans l'introduction, une seule fois.
- L'italique est rarement utilisé : mots en langue étrangère, titres d'œuvres, noms de bateaux, etc.
- Les citations ne sont pas en italique mais en corps de texte normal. Elles sont entourées par des guillemets français : « et ».
- Les listes à puces sont à éviter, des paragraphes rédigés étant largement préférés. Les tableaux sont à réserver à la présentation de données structurées (résultats, etc.).
- Les appels de note de bas de page (petits chiffres en exposant, introduits par l'outil «  Source ») sont à placer entre la fin de phrase et le point final[comme ça].
- Les liens internes (vers d'autres articles de Wikipédia) sont à choisir avec parcimonie. Créez des liens vers des articles approfondissant le sujet. Les termes génériques sans rapport avec le sujet sont à éviter, ainsi que les répétitions de liens vers un même terme.
- Les liens externes sont à placer uniquement dans une section « Liens externes », à la fin de l'article. Ces liens sont à choisir avec parcimonie suivant les règles définies. Si un lien sert de source à l'article, son insertion dans le texte est à faire par les notes de bas de page.
- La présentation des références doit suivre les conventions bibliographiques. Il est recommandé d'utiliser les modèles {{Ouvrage}}, {{Chapitre}}, {{Article}}, {{Lien web}} et/ou {{Bibliographie}}. Le mode d'édition visuel peut mettre en forme automatiquement les références.
- Insérer une infobox (cadre d'informations à droite) n'est pas obligatoire pour parachever la mise en page.

Pour une aide détaillée, merci de consulter Aide:Wikification.
Si vous pensez que ces points ont été résolus, vous pouvez retirer ce bandeau et améliorer la mise en forme d'un autre article.
Muhriz ibn Ziyad ar-Riyahi (en arabe : محرز بن زياد الرياحي) aussi orthographié Mahrez ben Ziad, est un des émirs de la tribu Banu Hilal lors de sa migrations en Afrique du nord, surnommé comme Seigneur de Guerre de Carthage, il fut reconnu pour sa puissance parmi les autres émirs Hilaliens.

## Biographie

### Début de vie
Muhriz ibn Ziyad, de son nom complet (nassab), Muhriz ibn Ziyad ibn Fadegh ibn Ali ibn Hamdan ibn Riyah ibn Abi Rabiah ibn Nahik ibn Hilal ibn Amer ibn Sa'sa'a ibn Muawiya ibn Bakr ibn Hawazin ibn Mansur ibn Ikrimah ibn Khasafa ibn Qays Aylan ibn Mudar ibn Nizar ibn Ma'ad ibn Adnan, est issue de la famille des Bani Fadegh, son grand-père, lui même issue de la grande famille (devenu fraction entière), les Banu Ali, de la tribu Riyah des Banu Hilal.
Sa date de naissance est inconnue, mais il serait né aux alentours de Gabes, il fait partie une famille d'émir parmi les Riyah. Le futur émir grandit dans une Ifriqiya déchiré et est formé à l'art du combat.

### Fondation de la Principauté desBanu Ziyadde Carthage
Au XIe siècle , à la mort de Ali ben Yahya, avec la dissolution de l'Émirat Ziride, Muhriz est devenu l'émir arabe le plus puissant d'Ifriqya, ce dernier installe la base de ses troupes dans la "Moaqla", dans les ruines de Carthage, il y installe des murs de terres comme fortifications,. Ils font plus de 5 mètres d'épaisseur et seront étudiés par plusieurs archéologues.Il rentrera en conflit avec Kahroun ben Raouch, dont un combat va ce déclencher autour de son "donjon" improvisé, les armées de Riyah qu'il contrôle terrorisé les habitants de Tunis, qui, en vengeance ont détruit certains campement.
On parle de la principauté des "Banu Ziyad de Carthage", du nom du père de l'Émir Muhriz, étant une branche des Banu Fadegh, il aurait été fondé au début de 1130. Il entretient de bon termes avec les Zirides de Mahdia, une relation tel que l'Émir répondit aux appels de  Hassan ibn Ali al-Ziri dans ces combats. Il s'installe sur la colline du Byrsa, et devient le chef d'un grand groupe d'arabes (taïfa).
À la suite des tensions et anarchies en Ifriqiya, le Qadi de Tunis, Abu Mohamed Abd al-Mu'min, propose aux Tunisois comme chef l'émir hilalien, mais un homme dans la foule s'écrit "Pas d'obéissance à un arabe ou un guzz (turc)" ce qui déclencha une nouvelle guerre civile et le cadi fut viré de la ville.
L'armée de Muhriz arrivera d'ailleurs a déjoué une attaque almohades contre Tunis, dirigé par le fils d'Abd al-Mu'min.

### Bataille de Sétif et postérité
Muhriz ibn Ziyad, était l'émir principal de la bataille de Sétif, où une bonne partie des Riyah ce sont coalisés contre l'expansionnisme des Almohades, ces derniers seront mis en déroute par les armées d'Abd al-Mu'min. Il arrivera a fuir et reformée une armée prête a nouveau a en découdre avec les Almohades.

Selon al-Nuwairi, Muhriz ibn Ziyad commandait un peuple de 80 000 tente et en 1155, il mènera une autre attaque contre les Almohades à la bataille d'al-Qarn, près de Kairouan, ce dernier mènent la lutte contre les Almohades jusqu'à la fin, où il sera abandonné par les autres émirs Hilaliens, et mourut lors de la bataille, son corps sera ramener à Abd Al-Mu'min, et crucifié à Kairouan, sa tête sera ensuite placé sur un piquet jusqu'à la décomposition totale de cette dernière.